# 晋語
晋語（しんご、拼音: Jìnyǔ）は、シナ・チベット語族、シナ語派の言語の一つである。山西省、陝西省の北部、河北省西部、内蒙古自治区の西部および河南省の一部で話される。太原語が晋語の代表とされる。1987年の調査によると話者は4500万人。官話方言（北方話）の一部とされることもあるが、官話からは独立した大方言区とすべきであるとの説もある。

## 命名
「晋語」の「晋」は山西省の略称であるが、方言区画としての「晋語区」は行政区画としての山西省＝「晋」と同一ではない。「晋語区」の中心地域が、山西省即ち「晋」にあるゆえに、「晋語区」と命名された。

## 起源
晋語の起源には2つの説がある。1つの見解は、晋語の起源は秦晋方言に由来すると考えられている。なぜなら、「切韻序」によると、「秦陇則去声為入」という特徴が現代の晋語に合致しているからである。もう1つの見解は、晋語の起源は趙魏方言に由来すると考えられている。古代の趙国の三代都城が現在も晋語圏に属しているためである。現在の晋語圏は、春秋時代の晋国、戦国時代の趙国の大部分領土、および戦国時代の韓国北部、魏国西北部領土を含んでいる。

## 下位方言
下位方言として以下の8個が挙げられる。
- 并州片
- 呂梁片
- 上党片
- 五台片
- 張呼片
- 大包片
- 志延片
- 邯新片

## 特徴
- 入声 - [-ʔ]として保存されている。
- 鼻韻尾 - 歯茎鼻音[n]と軟口蓋鼻音[ŋ]の区別があるが、[m]はなく、[n]に合流している。また[ŋ]も[n]に合流する傾向にある。
- ほとんどの晋方言には 5 つの声調があり、地域によっては 6 つ、7 つ、または 4 つの声調がある。
- 晉語の全有声無声音の進化方法は4種類ある。
- 晉語には、官話方言と大きく異なる特徴的な単語や古語が多く残っている。